# 中尾正幸
中尾 正幸（なかお まさゆき、1927年〈昭和2年〉6月30日 - 没年不明）は、日本の実業家。カネユキ精肉店店主。兵庫県食肉環境衛生同業組合・同食肉協同組合明石支部副支部長。志方食肉組合理事。志方油脂組合長。日ノ出市場商人会会長。

## 人物
兵庫県印南郡志方町出身。志方町立高等小学校を卒業。趣味は登山、ボウリング。宗教は浄土真宗本願寺派。住所は兵庫県印南郡志方町志方。
事業所は兵庫県明石市二見町東二見。家族は妻、長男・政国（加古川食肉産業協同組合理事長）、次男がいる。